# Programa de Manutenção da Paz em África
O Programa de Manutenção da Paz em África (AFRICAP) é um programa do Governo dos EUA administrado pelo Gabinete dos Assuntos Africanos do Departamento de Estado dos EUA "que fornece treino e serviços de consultoria, aquisição de equipamento e apoio logístico e serviços de construção para países africanos".